# (13406) Sekora
(13406) Sekora (1999 TA4) – planetoida z pasa głównego asteroid okrążająca Słońce w ciągu 4,54 lat w średniej odległości 2,74 j.a. Odkryta 2 października 1999 roku.